# Phaedimini
Phaedimini is een tribus uit de familie van bladsprietkevers (Scarabaeidae). 

## Taxonomie
De volgende taxa zijn bij de tribus ingedeeld:
- Geslacht Phaedimus Waterhouse, 1841
- Geslacht Hemiphaedimus Mikšič, 1972
- Geslacht Philistina W.S. MacLeay, 1838
- Geslacht Theodosia J. Thomson, 1880